# 原始少年リュウが行く
「原始少年リュウが行く」（げんししょうねんリュウがいく）は、水木一郎、並びに堀江美都子のシングル。1971年11月25日に日本コロムビアから発売された。型番はSCS-141。

## 概要
表題曲「原始少年リュウが行く」は、テレビアニメ『原始少年リュウ』のオープニングテーマとして使用された。カップリングには、堀江美都子が歌う同作エンディングテーマ「ランのうた」が収録されている。
「原始少年リュウが行く」は、水木一郎のアニメソング・デビュー作である。それ以前に歌謡曲歌手として5枚のシングルを発売しているため（デュエット曲を含む）、水木一郎にとっては6枚目のシングルとなる。
作曲者の「大塩潤」は渡辺岳夫の変名。当時渡辺は『原始少年リュウ』の裏で放送されていた『天才バカボン』の音楽も担当していたので、この変名を使用した。

## 収録曲
1. 原始少年リュウが行く
歌：水木一郎
作詞：石森章太郎 / 作曲：大塩潤 / 編曲：高原哲
  - テレビアニメ『原始少年リュウ』オープニングテーマ
2. ランのうた
歌：堀江美都子
作詞：石森章太郎 / 作曲：大塩潤 / 編曲：高原哲
  - テレビアニメ『原始少年リュウ』エンディングテーマ

## カバー
原始少年リュウが行く
- Fogus（it:Roberto Fogu） - 曲名は「Ryu il ragazzo delle caverne（洞窟の少年リュウ、『リュウ』のイタリア放映時のタイトルでもある）」。イタリア放映版『原始少年リュウ』のオープニングテーマとして使用された。シングル「it:Ryu il ragazzo delle caverne/Un milione di anni fa」に収録。

ランのうた
- it:Georgia Lepore - 曲名は「Un milione di anni fa（100万年前）」。イタリア放映版『原始少年リュウ』のエンディングテーマとして使用された。シングル「Ryu il ragazzo delle caverne/Un milione di anni fa」に収録。

## 収録アルバム
- 石ノ森章太郎作品主題歌コレクション
- 石ノ森章太郎の世界
- 渡辺岳夫 テレビ映画・アニメ主題歌作品集
- 水木一郎 ベスト&ベスト（1のみ収録）
- 水木一郎TV主題歌大全集（1のみ収録）
- 水木一郎大全集 Vol.1（1のみ収録）
- 水木一郎 アニメーションのすべて
- 水木一郎デビュー40周年記念CD-BOX 道〜road〜（1のみ収録）
- 熱風伝説
- 続・テレビまんが主題歌のあゆみ（1のみ収録）
- 続・テレビまんが懐かしのB面コレクション（2のみ収録）
- 昭和キッズTVシングルス Vol.4
- コロムビア アニメ・特撮主題歌全集5
- テレビアニメスーパーヒストリー Vol.6
- アニメソング史（ヒストリー） I

など。